# 794

## Evenimente
- Se încheie Perioada Nara (Tempyo) în Japonia, (710 - 794). Urmează Perioada Heian, până la 1185.

## Decese
- Grigore al II-lea, duce de Neapole (n. ?)